# وستوک اوییشن کمپانی
وستوک اوییشن کمپانی (به انگلیسی: Vostok Aviation Company) یک شرکت هواپیمایی است که در تاریخ ۱۵ مه ۱۹۴۵ میلادی تأسیس شده و در تاریخ ۱۵ مه ۱۹۴۵ فعالیتش را آغاز کرده‌است. دفتر مرکزی وستوک اوییشن کمپانی در خاباروفسک، روسیه واقع شده‌است و قطب این شرکت هواپیمایی در فرودگاه خاباروفسک ناوی قرار دارد.